# Karl Witte
Pour les articles homonymes, voir Witte.

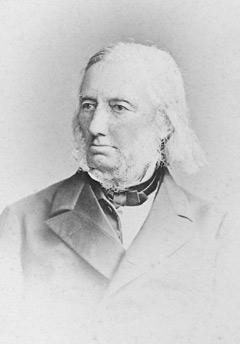
Witte âgé

Johann Heinrich Friedrich Karl Witte, plus connu comme Karl Witte ou Carlo Witte (Lochau, village dépendant de Schkopau (électorat de Saxe), 1er juillet 1800 – Halle, 6 mars 1883), est un juriste, philosophe, homme de lettres et traducteur prussien. Il était spécialiste de Dante Alighieri et en 1865 fonda la Deutsche Dante-Gesellschaft, première société savante du genre et antérieure de plus de vingt ans à la Società Dantesca Italiana fondée en 1888.

## Biographie
Son père, le pédagogue et pasteur Karl Heinrich Gottfried Witte (1767-1845), le soumet dès son plus jeune âge à un programme pédagogique très intense à cause de ses dons précoces d'enfant prodige et de ses dons de polyglotte. Ainsi à neuf ans, il parle parfaitement, outre l'allemand sa langue natale, le français, l'italien, le latin et le grec ancien. Le 11 avril 1814, alors qu'il n'a que treize ans, Karl Witte reçoit son diplôme de philosophie de l'université de Gießen ; un tel succès est toujours inégalé aujourd'hui (Youngest Doctorate) et il est enregistré dans le Livre Guinness des records. 
Karl Witte tente d'obtenir le statut de Privatdozent à Berlin, mais son très jeune âge lui fait obstacle de la part du corps professoral et des étudiants. Finalement le roi Frédéric-Guillaume III de Prusse lui accorde une bourse pour effectuer son Grand Tour en Italie de 1818 à 1821.   
Il devient professeur de droit de l'université de Breslau en 1823, puis passe à l'université de Halle en 1834. Il s'intéresse particulièrement au droit romain, au droit byzantin et au droit prussien.
Il se prend très tôt de passion pour le poète italien Dante. En 1824, il publie un essai intitulé Über das Missverständnis Dantes dans lequel il émet l'hypothèse que la Vita Nuova, le Convivio et La Divine Comédie correspondent à trois moments distincts de la vie spirituelle de Dante. Plus tard, il est à l'origine d'une édition critique en 1862 de La Divine Comédie, utilisant le critère de la lectio difficilior, de De Monarchia (1863-1871; 2e ed., 1874) et enfin de la Vita Nuova (1876). Witte fut un bon traducteur de La Divine Comédie, les iambes n'étant pas retenus (1865). Il traduisit également Le Décaméron du Boccace (1827; 3ª éd. corrigée, 1859). En 1865, il fonde la Deutsche Dante-Gesellschaft, première société dantesque au monde, dont il devient le premier président.
Il accumula au cours de sa vie une collection remarquable d'antiques éditions de Dante (y compris des manuscrits, des incunables et des cinquecentine) qui appartient aujourd'hui à la bibliothèque nationale et universitaire  de Strasbourg, ainsi que sa bibliothèque et sa documentation personnelle.

## Œuvres

### Juridiques
- (la) Conchoidis Nicomedeae aequatio et indoles (1813)
- (de) Abhandlungen aus dem Gebiete des römischen Rechts (1817)
- (la) De Castrensibus haereditatibus disputatio (1824)
- (la) De diversis regulis juris antiqui (1830)
- (de) Die Leges restitutae des Justinianischen Codex verzeichnet und geprüft (1831)
- (la) De Guilelmi Malmesburiensis codice legis Romanae Visigothorum dissertatio (1834)
- (de) Preußische Intestat-Erbrecht aus dem gemeinen Deutschen Recht entwickelt (1840)
- (la) Novellae Constitutiones Imperatorum Byzantinorum (1858)
- (la) Anglicus, Ordo judiciarius, ex cod. Duacensi olim Aquicinctino nunc primum editus
- (la) De Frederici primi regis circa jus patrium excolendum meritis (1858)

### Littéraires
- Le Bocace, Le Décaméron (traduction en allemand, 1827,)
- Premier volume (II éd., 1843, Google livres)
- Deuxième volume (II éd., 1843, Google livres)
- Troisième volume (II éd., 1843, Google livres)
- Ueber das Mißverständniß Dante's (aus dem Hermes, 1824)
- Kritische Arbeiten über den Text des Convivio (1825)
- Dante's Briefe mit Anmerkungen (1827)
- Ueber die Beyden ältesten Kommentatoren von Dante's göttlicher Komödie (1828)
- Carlo, der Einsiedler (1840)
- Dante Alighieri's lyrische Gedichte (1842, Google libri)
- Dante und die italienischen Fragen (1861, Google libri)
- La Divina Commedia di Dante Allighieri, ricorretta sopra quattro dei più autorevoli testi a penna (1862)
- Vermuthungen uber Dante's Geburtstag (1867)
- Monarchia, codd. mss. ope. emendata (1874)
- Dante-Forschungen (1869/1879, zwei Bände)